# Họ Cá bò giấy
Họ Cá bò giấy (Danh pháp khoa học: Monacanthidae) là một họ cá trong bộ cá nóc biển phân bố ở Đại Tây Dương, Thái Bình Dương và Ấn Độ Dương. Họ cá này có cả thảy 102 loài được chia thành 27 chi, phân nữa của chúng là sống ở vùng biển nước Úc với 58 loài trong 23 chi

## Các chi
- Acanthaluteres
- Acreichthys
- Aluterus
- Amanses
- Anacanthus
- Arotrolepis
- Brachaluteres
- Cantherhines
- Cantheschenia
- Chaetodermis
- Colurodontis
- Enigmacanthus
- Eubalichthys
- Lalmohania
- Meuschenia
- Monacanthus
- Navodon
- Nelusetta
- Oxymonacanthus
- Paraluteres
- Paramonacanthus
- Pervagor
- Pseudalutarius
- Pseudomonacanthus
- Rudarius
- Scobinichthys
- Stephanolepis
- Thamnaconus